# بنك ناميبيا

شعار بنك ناميبيا

بنك ناميبيا هو البنك المركزي لجمهورية ناميبيا، الذي تم تأسيسه بموجب المادة 128 من الدستور الناميبي الموجود في عاصمة ويندهوك. تأسس بنك ناميبيا في عام 1990 بموجب قانون بنك ناميبيا لعام 1990 (القانون رقم 8 لعام 1990). مصرف ناميبيا هو المؤسسة الوحيدة المسموح لها بإصدار الدولار الناميبي بالسلطة الممنوحة له بموجب قانون صادر عن البرلمان الناميبي. محافظ بنك ناميبيا هو رئيس البنك.

## روابط خارجية
- الموقع الرسمي